# Campeprosopa borneensis
Campeprosopa borneensis är en tvåvingeart som beskrevs av Lindner 1937. Campeprosopa borneensis ingår i släktet Campeprosopa och familjen vapenflugor. Inga underarter finns listade i Catalogue of Life.